# Liste des monuments historiques de la Haute-Loire (est)
Cet article recense les monuments historiques de l'est de la Haute-Loire, en France.

## Liste
Cette liste comprend les communes des arrondissements du Puy-en-Velay et d'Yssingeaux (est du département).
Du fait du nombre de protections dans la seule commune du Puy-en-Velay, elle dispose d'une liste dédiée : voir la liste des monuments historiques du Puy-en-Velay.
- Haut – A
- B
- C
- D
- E
- F
- G
- H
- I
- J
- K
- L
- M
- N
- O
- P
- Q
- R
- S
- T
- U
- V
- W
- X
- Y
- Z

| Monument                                                             | Commune                         | Adresse                                              | Coordonnées                                          | Notice                                               | Protection                                           | Date                                                 | Illustration                                                         |
| -------------------------------------------------------------------- | ------------------------------- | ---------------------------------------------------- | ---------------------------------------------------- | ---------------------------------------------------- | ---------------------------------------------------- | ---------------------------------------------------- | -------------------------------------------------------------------- |
| Chapelle Saint-Clair d'Aiguilhe                                      | Aiguilhe                        |                                                      | 45° 02′ 57″ nord, 3° 52′ 59″ est                     | « PA00092564 »                                       | Classé                                               | 1889                                                 | Chapelle Saint-Clair d'Aiguilhe                                      |
| Église Saint-Michel d'Aiguilhe                                       | Aiguilhe                        |                                                      | 45° 03′ 00″ nord, 3° 52′ 57″ est                     | « PA00092565 »                                       | Classé                                               | 1840                                                 | Église Saint-Michel d'Aiguilhe                                       |
| Hôpital Saint-Nicolas d'Aiguilhe                                     | Aiguilhe                        | Rue des Moines-de-Seguret                            | 45° 02′ 58″ nord, 3° 52′ 57″ est                     | « PA00092566 »                                       | Inscrit                                              | 1964                                                 | Image manquante Téléverser                                           |
| Pont d'Estroulhas                                                    | Aiguilhe                        | C.V. 4                                               | 45° 02′ 53″ nord, 3° 52′ 34″ est                     | « PA00092567 »                                       | Inscrit                                              | 1964                                                 | Image manquante Téléverser                                           |
| Pont de Roderie                                                      | Aiguilhe                        |                                                      | 45° 03′ 03″ nord, 3° 53′ 10″ est                     | « PA00092568 »                                       | Inscrit                                              | 1926                                                 | Pont de Roderie                                                      |
| Calvaire à trois croix d'Allègre                                     | Allègre                         |                                                      | 45° 11′ 44″ nord, 3° 42′ 22″ est                     | « PA00092569 »                                       | Inscrit                                              | 1930                                                 | Image manquante Téléverser                                           |
| Chapelle des Pénitents d'Allègre                                     | Allègre                         |                                                      | 45° 12′ 03″ nord, 3° 42′ 42″ est                     | « PA00092570 »                                       | Inscrit                                              | 1986                                                 | Image manquante Téléverser                                           |
| Château d'Allègre                                                    | Allègre                         |                                                      | 45° 12′ 06″ nord, 3° 42′ 40″ est                     | « PA00092571 »                                       | Classé                                               | 1935                                                 | Château d'Allègre                                                    |
| Croix de chemin d'Allègre                                            | Allègre                         | Route de Fix-Saint-Geneys Route de Paulhaguet        | 45° 11′ 55″ nord, 3° 42′ 36″ est                     | « PA00092572 »                                       | Classé                                               | 1932                                                 | Image manquante Téléverser                                           |
| Hôtel de Bar                                                         | Allègre                         | 12 place du Marchidial                               | 45° 12′ 02″ nord, 3° 42′ 43″ est                     | « PA00125278 »                                       | Inscrit                                              | 1993                                                 | Hôtel de Bar                                                         |
| Portail de Monsieur                                                  | Allègre                         |                                                      | 45° 11′ 55″ nord, 3° 42′ 37″ est                     | « PA00092573 »                                       | Inscrit                                              | 1926                                                 | Portail de Monsieur                                                  |
| Église Saint-Martin d'Alleyras                                       | Alleyras                        |                                                      | 44° 53′ 24″ nord, 3° 59′ 10″ est                     | « PA00092574 »                                       | Inscrit                                              | 1932                                                 | Église Saint-Martin d'Alleyras                                       |
| Château de la Beaume                                                 | Alleyras                        |                                                      | 44° 56′ 01″ nord, 3° 40′ 27″ est                     | « PA43000028 »                                       | Inscrit                                              | 2002                                                 | Image manquante Téléverser                                           |
| Église Saint-Grégoire de Vabres                                      | Alleyras                        |                                                      | 44° 54′ 14″ nord, 3° 40′ 20″ est                     | « PA43000033 »                                       | Inscrit                                              | 2003                                                 | Image manquante Téléverser                                           |
| Château des Hermens                                                  | Araules                         |                                                      | 45° 02′ 33″ nord, 4° 11′ 19″ est                     | « PA43000005 »                                       | Inscrit                                              | 1997                                                 | Image manquante Téléverser                                           |
| Château d'Arlempdes                                                  | Arlempdes                       |                                                      | 44° 51′ 58″ nord, 3° 55′ 25″ est                     | « PA00092577 »                                       | Inscrit                                              | 1926                                                 | Château d'Arlempdes                                                  |
| Croix d'Arlempdes                                                    | Arlempdes                       |                                                      | 44° 51′ 52″ nord, 3° 55′ 19″ est                     | « PA00092578 »                                       | Classé                                               | 1907                                                 | Croix d'Arlempdes                                                    |
| Église Saint-Pierre d'Arlempdes                                      | Arlempdes                       |                                                      | 44° 51′ 56″ nord, 3° 55′ 22″ est                     | « PA00092579 »                                       | Classé                                               | 1907                                                 | Église Saint-Pierre d'Arlempdes                                      |
| Poterne d'enceinte d'Arlempdes                                       | Arlempdes                       |                                                      | 44° 51′ 55″ nord, 3° 55′ 21″ est                     | « PA00092580 »                                       | Inscrit                                              | 1971                                                 | Poterne d'enceinte d'Arlempdes                                       |
| Château de Bouzols                                                   | Arsac-en-Velay                  |                                                      | 45° 00′ 02″ nord, 3° 56′ 06″ est                     | « PA00092582 »                                       | Inscrit                                              | 1926 2015                                            | Château de Bouzols                                                   |
| Château d'Aurec                                                      | Aurec-sur-Loire                 |                                                      | 45° 22′ 06″ nord, 4° 11′ 58″ est                     | « PA00092584 »                                       | Inscrit                                              | 1996                                                 | Château d'Aurec                                                      |
| Château de la Grangeasse                                             | Aurec-sur-Loire                 |                                                      | 45° 21′ 09″ nord, 4° 12′ 35″ est                     | « PA00135204 »                                       | Inscrit                                              | 1995                                                 | Image manquante Téléverser                                           |
| Maison du bailli d'Aurec-sur-Loire                                   | Aurec-sur-Loire                 |                                                      | 45° 22′ 06″ nord, 4° 11′ 55″ est                     | « PA00092585 »                                       | Inscrit                                              | 1994                                                 | Image manquante Téléverser                                           |
| Chapelle Saint-Roch de Montbonnet                                    | Bains                           | Montbonnet                                           | 44° 59′ 09″ nord, 3° 44′ 56″ est                     | « PA00092590 »                                       | Classé                                               | 1969                                                 | Chapelle Saint-Roch de Montbonnet                                    |
| Croix de Bains                                                       | Bains                           |                                                      | 45° 00′ 36″ nord, 3° 46′ 31″ est                     | « PA00092591 »                                       | Inscrit                                              | 1930                                                 | Image manquante Téléverser                                           |
| Croix de Ramourouscoule                                              | Bains                           | Ramourouscoule                                       | 44° 58′ 59″ nord, 3° 45′ 50″ est                     | « PA00092592 »                                       | Inscrit                                              | 1930                                                 | Croix de Ramourouscoule                                              |
| Église Sainte-Foy de Bains                                           | Bains                           |                                                      | 45° 00′ 36″ nord, 3° 46′ 30″ est                     | « PA00092593 »                                       | Classé                                               | 1907                                                 | Église Sainte-Foy de Bains                                           |
| Maison d'assemblée d'Augeac                                          | Bains                           |                                                      | 44° 59′ 44″ nord, 3° 46′ 55″ est                     | « PA00092936 »                                       | Inscrit                                              | 1990                                                 | Image manquante Téléverser                                           |
| Château de Rochebaron                                                | Bas-en-Basset                   |                                                      | 45° 18′ 57″ nord, 4° 06′ 00″ est                     | « PA00092594 »                                       | Classé                                               | 1951                                                 | Château de Rochebaron                                                |
| Croix de Bas-en-Basset                                               | Bas-en-Basset                   | Cimetière                                            | 45° 18′ 35″ nord, 4° 06′ 31″ est                     | « PA00092595 »                                       | Inscrit                                              | 1930                                                 | Croix de Bas-en-Basset                                               |
| Maison Girard                                                        | Bas-en-Basset                   | 1 boulevard de la Sablière                           | 45° 18′ 20″ nord, 4° 06′ 38″ est                     | « PA00092961 »                                       | Inscrit Classé Abrogé                                | 1992 2010 2017                                       | Maison Girard                                                        |
| Château d'Adiac                                                      | Beaulieu                        |                                                      | 45° 07′ 40″ nord, 3° 57′ 59″ est                     | « PA00092596 »                                       | Inscrit                                              | 1975                                                 | Château d'Adiac                                                      |
| Église Notre-Dame-de-l'Assomption de Beaulieu                        | Beaulieu                        |                                                      | 45° 07′ 41″ nord, 3° 56′ 29″ est                     | « PA00092597 »                                       | Classé                                               | 1910                                                 | Image manquante Téléverser                                           |
| Pont de Margeaix                                                     | Beaulieu                        | R.D. 26                                              | 45° 09′ 12″ nord, 3° 55′ 30″ est                     | « PA00132733 »                                       | Inscrit                                              | 1994                                                 | Pont de Margeaix                                                     |
| Chapelle du Fraisse                                                  | Beauzac                         |                                                      | 45° 13′ 23″ nord, 4° 06′ 04″ est                     | « PA00092599 »                                       | Inscrit                                              | 1972                                                 | Chapelle du Fraisse                                                  |
| Église Saint-Jean de Beauzac                                         | Beauzac                         |                                                      | 45° 15′ 35″ nord, 4° 05′ 59″ est                     | « PA00092600 »                                       | Classé                                               | 1875 1908 1948                                       | Église Saint-Jean de Beauzac                                         |
| Pont de Confolent                                                    | Beauzac                         |                                                      | 45° 15′ 29″ nord, 4° 08′ 39″ est                     | « PA00092937 »                                       | Inscrit                                              | 1990                                                 | Pont de Confolent                                                    |
| Église Saint-Jean-Baptiste de Bessamorel                             | Bessamorel                      |                                                      | 45° 07′ 18″ nord, 4° 05′ 18″ est                     | « PA00092601 »                                       | Inscrit                                              | 1985                                                 | Église Saint-Jean-Baptiste de Bessamorel                             |
| Croix de carrefour de Blanzac                                        | Blanzac                         | Route de Blanzac à Nolhac                            | 45° 06′ 31″ nord, 3° 50′ 23″ est                     | « PA00092602 »                                       | Classé                                               | 1954                                                 | Image manquante Téléverser                                           |
| Ferme Paradis la Montjoie de Montferrat                              | Blavozy                         | Monferrat                                            | 45° 03′ 57″ nord, 3° 59′ 31″ est                     | « PA43000042 »                                       | Inscrit                                              | 2004                                                 | Ferme Paradis la Montjoie de Montferrat                              |
| Église Saint-Pierre de Boisset                                       | Boisset                         |                                                      | 45° 19′ 25″ nord, 3° 58′ 57″ est                     | « PA00125281 »                                       | Inscrit                                              | 1993                                                 | Église Saint-Pierre de Boisset                                       |
| Maison Robert                                                        | Le Bouchet-Saint-Nicolas        |                                                      | 44° 53′ 22″ nord, 3° 47′ 26″ est                     | « PA00092612 »                                       | Inscrit                                              | 1988                                                 | Image manquante Téléverser                                           |
| Église Saint-Martin du Brignon                                       | Le Brignon                      |                                                      | 44° 56′ 07″ nord, 3° 52′ 51″ est                     | « PA00092614 »                                       | Inscrit                                              | 1987                                                 | Église Saint-Martin du Brignon                                       |
| Chartreuse de Notre-Dame du Puy                                      | Brives-Charensac                |                                                      | 45° 03′ 17″ nord, 3° 54′ 45″ est                     | « PA00092957 »                                       | Inscrit                                              | 1992                                                 | Chartreuse de Notre-Dame du Puy                                      |
| Château de Farnier                                                   | Brives-Charensac                |                                                      | 45° 02′ 49″ nord, 3° 54′ 42″ est                     | « PA00092624 »                                       | Inscrit                                              | 1986                                                 | Image manquante Téléverser                                           |
| Pont de la Chartreuse                                                | Brives-Charensac                |                                                      | 45° 02′ 51″ nord, 3° 55′ 37″ est                     | « PA00092625 »                                       | Classé                                               | 1914                                                 | Pont de la Chartreuse                                                |
| Vieux pont de Brives                                                 | Brives-Charensac                | Brives                                               | 45° 02′ 49″ nord, 3° 55′ 42″ est                     | « PA00092626 »                                       | Inscrit                                              | 1949                                                 | Image manquante Téléverser                                           |
| Chapelle Saint-Amant                                                 | Cayres                          |                                                      | 44° 54′ 50″ nord, 3° 49′ 58″ est                     | « PA00092627 »                                       | Inscrit                                              | 1985                                                 | Chapelle Saint-Amant                                                 |
| Église Saint-Pierre de Cayres                                        | Cayres                          |                                                      | 44° 55′ 35″ nord, 3° 48′ 22″ est                     | « PA00092628 »                                       | Inscrit                                              | 1935                                                 | Église Saint-Pierre de Cayres                                        |
| Ferme Arnaud                                                         | Cayres                          | Chacornac                                            | 44° 54′ 48″ nord, 3° 49′ 55″ est                     | « PA00092938 »                                       | Inscrit                                              | 1990                                                 | Ferme Arnaud                                                         |
| Ferme Boudoul                                                        | Cayres                          | Chacornac                                            | 44° 54′ 48″ nord, 3° 49′ 58″ est                     | « PA00092939 »                                       | Inscrit                                              | 1990                                                 | Image manquante Téléverser                                           |
| Ferme de Chanial                                                     | Cayres                          | Chacornac                                            | 44° 54′ 49″ nord, 3° 49′ 54″ est                     | « PA00092940 »                                       | Inscrit                                              | 1990                                                 | Image manquante Téléverser                                           |
| Ferme Villard                                                        | Cayres                          | Chacornac                                            | 44° 54′ 48″ nord, 3° 49′ 51″ est                     | « PA00092941 »                                       | Inscrit                                              | 1990                                                 | Image manquante Téléverser                                           |
| Maison Cazes                                                         | Cayres                          | Chacornac                                            | 44° 54′ 50″ nord, 3° 49′ 55″ est                     | « PA00092942 »                                       | Inscrit                                              | 1990                                                 | Image manquante Téléverser                                           |
| Château de la Borie-Chambarel                                        | Céaux-d'Allègre                 |                                                      | 45° 10′ 20″ nord, 3° 46′ 49″ est                     | « PA00092631 »                                       | Inscrit                                              | 1976                                                 | Image manquante Téléverser                                           |
| Château de Courbière                                                 | Céaux-d'Allègre                 |                                                      | 45° 11′ 27″ nord, 3° 44′ 23″ est                     | « PA00092629 »                                       | Inscrit                                              | 1994                                                 | Image manquante Téléverser                                           |
| Église Saint-Jean-Baptiste de Céaux-d'Allègre                        | Céaux-d'Allègre                 |                                                      | 45° 10′ 56″ nord, 3° 44′ 49″ est                     | « PA00092630 »                                       | Inscrit                                              | 1988                                                 | Image manquante Téléverser                                           |
| Ancienne église troglodytique Sainte-Croix                           | Ceyssac                         |                                                      | 45° 02′ 20″ nord, 3° 50′ 03″ est                     | « PA00092632 »                                       | Classé                                               | 1975                                                 | Image manquante Téléverser                                           |
| Château de la Valette                                                | Chadron                         |                                                      | 44° 58′ 13″ nord, 3° 55′ 13″ est                     | « PA43000049 »                                       | Inscrit                                              | 2006                                                 | Image manquante Téléverser                                           |
| Château de Ventressac                                                | Chamalières-sur-Loire           |                                                      | 45° 12′ 15″ nord, 4° 00′ 07″ est                     | « PA00092639 »                                       | Inscrit                                              | 1983                                                 | Image manquante Téléverser                                           |
| Église Saint-Gilles de Chamalières-sur-Loire                         | Chamalières-sur-Loire           |                                                      | 45° 12′ 05″ nord, 3° 59′ 06″ est                     | « PA00092640 »                                       | Classé                                               | 1862                                                 | Église Saint-Gilles de Chamalières-sur-Loire                         |
| Prieuré de Chamalières-sur-Loire                                     | Chamalières-sur-Loire           |                                                      | 45° 12′ 06″ nord, 3° 59′ 06″ est                     | « PA00092641 »                                       | Classé Inscrit                                       | 1963                                                 | Prieuré de Chamalières-sur-Loire                                     |
| Église Saint-Marcellin de La Chapelle-Bertin                         | La Chapelle-Bertin              |                                                      | 45° 13′ 10″ nord, 3° 38′ 54″ est                     | « PA00125282 »                                       | Inscrit                                              | 1993                                                 | Image manquante Téléverser                                           |
| Église Saint-Julien de Saint-Quentin-Chaspinhac                      | Chaspinhac                      | Saint-Quentin-Chaspinhac                             | 45° 05′ 11″ nord, 3° 56′ 48″ est                     | « PA00092646 »                                       | Classé                                               | 1969                                                 | Image manquante Téléverser                                           |
| Église Saint-Barthélémy de Chaspuzac                                 | Chaspuzac                       |                                                      | 45° 04′ 06″ nord, 3° 45′ 00″ est                     | « PA00092647 »                                       | Classé                                               | 1907                                                 | Église Saint-Barthélémy de Chaspuzac                                 |
| Château de la Borie                                                  | Chenereilles                    | La Borie                                             | 45° 07′ 53″ nord, 4° 12′ 49″ est                     | « PA00092650 »                                       | Classé                                               | 1972                                                 | Image manquante Téléverser                                           |
| Église Saint-Pierre de Chomelix                                      | Chomelix                        |                                                      | 45° 15′ 47″ nord, 3° 49′ 39″ est                     | « PA00092652 »                                       | Inscrit                                              | 1980                                                 | Église Saint-Pierre de Chomelix                                      |
| Menhir de la Pierre Plantée                                          | Chomelix                        | C.V. 2                                               | 45° 16′ 21″ nord, 3° 51′ 13″ est                     | « PA00092653 »                                       | Classé                                               | 1889                                                 | Image manquante Téléverser                                           |
| Château de Causans                                                   | Coubon                          |                                                      | 44° 59′ 50″ nord, 3° 55′ 10″ est                     | « PA43000064 »                                       | Inscrit                                              | 2019                                                 | Image manquante Téléverser                                           |
| Château de Gendriac                                                  | Coubon                          |                                                      | 45° 01′ 24″ nord, 3° 55′ 52″ est                     | « PA43000045 »                                       | Inscrit                                              | 2004                                                 | Château de Gendriac                                                  |
| Château de Poinsac                                                   | Coubon                          |                                                      | 44° 59′ 05″ nord, 3° 54′ 21″ est                     | « PA00092656 »                                       | Classé                                               | 1987                                                 | Image manquante Téléverser                                           |
| Château de la Tour-Daniel                                            | Coubon                          |                                                      | 45° 00′ 40″ nord, 3° 55′ 30″ est                     | « PA00092923 »                                       | Classé                                               | 1989                                                 | Image manquante Téléverser                                           |
| Château de Volhac                                                    | Coubon                          |                                                      | 45° 00′ 01″ nord, 3° 55′ 18″ est                     | « PA00092657 »                                       | Inscrit                                              | 1966                                                 | Château de Volhac                                                    |
| Villa Richond                                                        | Coubon                          | Charentus                                            | 44° 59′ 54″ nord, 3° 54′ 21″ est                     | « PA43000052 »                                       | Inscrit                                              | 2006                                                 | Image manquante Téléverser                                           |
| Boucherie-charcuterie Girard                                         | Craponne-sur-Arzon              | 2 place aux Laines Rue de la Friperie                | 45° 19′ 51″ nord, 3° 50′ 51″ est                     | « PA00092958 »                                       | Inscrit                                              | 1992                                                 | Image manquante Téléverser                                           |
| Tour d'entrée du château de Craponne-sur-Arzon                       | Craponne-sur-Arzon              |                                                      | 45° 19′ 49″ nord, 3° 50′ 46″ est                     | « PA00092658 »                                       | Inscrit                                              | 1949                                                 | Tour d'entrée du château de Craponne-sur-Arzon                       |
| Église Saint-Caprais de Craponne-sur-Arzon                           | Craponne-sur-Arzon              |                                                      | 45° 19′ 48″ nord, 3° 50′ 46″ est                     | « PA00092659 »                                       | Inscrit                                              | 1969                                                 | Église Saint-Caprais de Craponne-sur-Arzon                           |
| Hôtel Calemard de Montjoly                                           | Craponne-sur-Arzon              | 3 place aux Fruits                                   | 45° 19′ 52″ nord, 3° 50′ 51″ est                     | « PA00092959 »                                       | Inscrit                                              | 1992                                                 | Image manquante Téléverser                                           |
| Hôtel de Vinols d'Ineyre                                             | Craponne-sur-Arzon              | 7 rue Sainte-Marie                                   | 45° 19′ 51″ nord, 3° 50′ 50″ est                     | « PA00092963 »                                       | Inscrit                                              | 1992                                                 | Image manquante Téléverser                                           |
| Hôtel de ville                                                       | Craponne-sur-Arzon              |                                                      | 45° 19′ 48″ nord, 3° 50′ 43″ est                     | « PA43000060 »                                       | Inscrit                                              | 2016                                                 | Hôtel de ville                                                       |
| Chapelle Saint-Blaise de Jonzac                                      | Cussac-sur-Loire                |                                                      | 44° 59′ 45″ nord, 3° 53′ 23″ est                     | « PA00092954 »                                       | Inscrit                                              | 1992                                                 | Image manquante Téléverser                                           |
| Château fort de Joyeuse                                              | Dunières                        |                                                      | 45° 12′ 45″ nord, 4° 19′ 57″ est                     | « PA43000030 »                                       | Inscrit                                              | 2002                                                 | Château fort de Joyeuse                                              |
| Église Saint-Martin de Dunières                                      | Dunières                        |                                                      | 45° 13′ 04″ nord, 4° 20′ 30″ est                     | « PA00092664 »                                       | Classé                                               | 1907                                                 | Église Saint-Martin de Dunières                                      |
| Maison Malartre                                                      | Dunières                        |                                                      | 45° 13′ 12″ nord, 4° 20′ 57″ est                     | « PA43000031 »                                       | Inscrit                                              | 2002                                                 | Image manquante Téléverser                                           |
| Distillerie Maurin-Vey                                               | Espaly-Saint-Marcel             |                                                      | 45° 02′ 57″ nord, 3° 51′ 41″ est                     | « PA43000057 »                                       | Inscrit                                              | 2012                                                 | Image manquante Téléverser                                           |
| Église Saint-Marcel d'Espaly-Saint-Marcel                            | Espaly-Saint-Marcel             |                                                      | 45° 02′ 53″ nord, 3° 51′ 54″ est                     | « PA00092666 »                                       | Inscrit                                              | 1962                                                 | Image manquante Téléverser                                           |
| Pavillon de jardin d'Espaly-Saint-Marcel                             | Espaly-Saint-Marcel             | 96 route de l'Ermitage                               | 45° 03′ 17″ nord, 3° 51′ 26″ est                     | « PA00092668 »                                       | Inscrit                                              | 1985                                                 | Image manquante Téléverser                                           |
| Pont d'Estroulhas                                                    | Espaly-Saint-Marcel             | C.V. 4                                               | 45° 02′ 53″ nord, 3° 52′ 34″ est                     | « PA00092669 »                                       | Inscrit                                              | 1964                                                 | Image manquante Téléverser                                           |
| Villa d'Espaly                                                       | Espaly-Saint-Marcel             | 1 chemin Charles-VII Avenue du Paradis               | 45° 02′ 52″ nord, 3° 52′ 02″ est                     | « PA00092667 »                                       | Inscrit                                              | 1980                                                 | Image manquante Téléverser                                           |
| Ferme des Plantins                                                   | Les Estables                    |                                                      | 44° 54′ 12″ nord, 4° 10′ 23″ est                     | « PA43000019 »                                       | Classé                                               | 2005                                                 | Image manquante Téléverser                                           |
| Monument aux morts de Fix-Saint-Geneys                               | Fix-Saint-Geneys                |                                                      | 45° 08′ 31″ nord, 3° 40′ 03″ est                     | « PA43000062 »                                       | Inscrit                                              | 2019                                                 | Image manquante Téléverser                                           |
| Maison forte de Freycenet                                            | Freycenet-la-Cuche              |                                                      | 44° 53′ 39″ nord, 4° 05′ 16″ est                     | « PA00092960 »                                       | Inscrit                                              | 1992                                                 | Maison forte de Freycenet                                            |
| Église Saint-Nicolas de Freycenet-la-Tour                            | Freycenet-la-Tour               |                                                      | 44° 56′ 17″ nord, 4° 03′ 40″ est                     | « PA00092671 »                                       | Inscrit                                              | 1969                                                 | Église Saint-Nicolas de Freycenet-la-Tour                            |
| Château de Beaufort                                                  | Goudet                          |                                                      | 44° 53′ 21″ nord, 3° 55′ 05″ est                     | « PA00132734 »                                       | Inscrit                                              | 1994                                                 | Château de Beaufort                                                  |
| Château de Carry                                                     | Grazac                          |                                                      | 45° 10′ 54″ nord, 4° 08′ 56″ est                     | « PA00092672 »                                       | Inscrit                                              | 1985                                                 | Château de Carry                                                     |
| Château de la Planche                                                | Grazac                          |                                                      | 45° 11′ 05″ nord, 4° 11′ 28″ est                     | « PA43000068 »                                       | Inscrit                                              | 2022                                                 | Image manquante Téléverser                                           |
| Château de Verchères                                                 | Grazac                          |                                                      | 45° 11′ 19″ nord, 4° 10′ 57″ est                     | « PA00092926 »                                       | Inscrit                                              | 1989                                                 | Image manquante Téléverser                                           |
| Prieuré de Grazac                                                    | Grazac                          |                                                      | 45° 11′ 18″ nord, 4° 11′ 01″ est                     | « PA00092673 »                                       | Inscrit                                              | 1986                                                 | Image manquante Téléverser                                           |
| Église Saint-André de Jullianges                                     | Jullianges                      |                                                      | 45° 18′ 21″ nord, 3° 47′ 30″ est                     | « PA00092679 »                                       | Classé                                               | 1931                                                 | Église Saint-André de Jullianges                                     |
| Tour de Mariac                                                       | Lafarre                         |                                                      | 44° 50′ 56″ nord, 3° 59′ 10″ est                     | « PA43000020 »                                       | Inscrit                                              | 2001                                                 | Image manquante Téléverser                                           |
| Église Saint-Félix de Landos                                         | Landos                          |                                                      | 44° 50′ 39″ nord, 3° 49′ 53″ est                     | « PA00092681 »                                       | Classé                                               | 1913                                                 | Église Saint-Félix de Landos                                         |
| Église Saint-Jean de Lapte                                           | Lapte                           |                                                      | 45° 11′ 11″ nord, 4° 13′ 01″ est                     | « PA43000011 »                                       | Inscrit                                              | 1998                                                 | Église Saint-Jean de Lapte                                           |
| Église Saint-Pierre-aux-Liens                                        | Laussonne                       |                                                      | 44° 58′ 11″ nord, 4° 03′ 10″ est                     | « PA00125283 »                                       | Inscrit                                              | 1993                                                 | Église Saint-Pierre-aux-Liens                                        |
| Château de Lavoûte-Polignac                                          | Lavoûte-sur-Loire               |                                                      | 45° 07′ 03″ nord, 3° 53′ 40″ est                     | « PA00092691 »                                       | Inscrit                                              | 1967 2022                                            | Château de Lavoûte-Polignac                                          |
| Église Saint-Maurice de Lavoûte-sur-Loire                            | Lavoûte-sur-Loire               |                                                      | 45° 07′ 08″ nord, 3° 54′ 22″ est                     | « PA00092692 »                                       | Classé                                               | 1944                                                 | Église Saint-Maurice de Lavoûte-sur-Loire                            |
| Château de Coubladour                                                | Loudes                          | Coubladour                                           | 45° 06′ 52″ nord, 3° 44′ 40″ est                     | « PA00092697 »                                       | Inscrit                                              | 1986                                                 | Château de Coubladour                                                |
| Four à pain de Coubladour                                            | Loudes                          |                                                      | 45° 06′ 52″ nord, 3° 44′ 38″ est                     | « PA00092944 »                                       | Inscrit                                              | 1990                                                 | Four à pain de Coubladour                                            |
| Croix de Cleyssac                                                    | Malrevers                       | Cleyssac Chemin de Malrevers à Rosières              | 45° 06′ 31″ nord, 3° 58′ 12″ est                     | « PA00092698 »                                       | Inscrit                                              | 1930                                                 | Croix de Cleyssac                                                    |
| Dolmen de Vacheresse                                                 | Mazet-Saint-Voy                 | Le Cros du Riou                                      | 45° 03′ 52″ nord, 4° 15′ 07″ est                     | « PA00092701 »                                       | Inscrit                                              | 1963                                                 | Dolmen de Vacheresse                                                 |
| Église Saint-Voy de Mazet-Saint-Voy                                  | Mazet-Saint-Voy                 |                                                      | 45° 03′ 09″ nord, 4° 14′ 20″ est                     | « PA00092702 »                                       | Inscrit                                              | 1972                                                 | Église Saint-Voy de Mazet-Saint-Voy                                  |
| Abbatiale Saint-Chaffre du Monastier-sur-Gazeille                    | Le Monastier-sur-Gazeille       |                                                      | 44° 56′ 22″ nord, 3° 59′ 42″ est                     | « PA00092711 »                                       | Classé                                               | 1840                                                 | Abbatiale Saint-Chaffre du Monastier-sur-Gazeille                    |
| Abbaye du Monastier-sur-Gazeille                                     | Le Monastier-sur-Gazeille       |                                                      | 44° 56′ 24″ nord, 3° 59′ 42″ est                     | « PA00092709 »                                       | Inscrit                                              | 1966                                                 | Abbaye du Monastier-sur-Gazeille                                     |
| Château abbatial du Monastier-sur-Gazeille                           | Le Monastier-sur-Gazeille       |                                                      | 44° 56′ 24″ nord, 3° 59′ 45″ est                     | « PA00092710 »                                       | Classé                                               | 1966                                                 | Château abbatial du Monastier-sur-Gazeille                           |
| Église Saint-Jean du Monastier-sur-Gazeille                          | Le Monastier-sur-Gazeille       |                                                      | 44° 56′ 08″ nord, 3° 59′ 46″ est                     | « PA00092712 »                                       | Classé                                               | 1978                                                 | Église Saint-Jean du Monastier-sur-Gazeille                          |
| Maison                                                               | Le Monastier-sur-Gazeille       | 79 rue Saint-Pierre                                  | 44° 56′ 14″ nord, 3° 59′ 45″ est                     | « PA00092713 »                                       | Inscrit                                              | 1985                                                 | Maison                                                               |
| Viaduc de la Recoumène                                               | Le Monastier-sur-Gazeille       |                                                      | 44° 55′ 12″ nord, 4° 01′ 54″ est                     | « PA00092929 »                                       | Inscrit                                              | 1989                                                 | Viaduc de la Recoumène                                               |
| Château de Martinas                                                  | Monistrol-sur-Loire             |                                                      | 45° 18′ 33″ nord, 4° 11′ 31″ est                     | « PA43000034 »                                       | Inscrit                                              | 2003                                                 | Château de Martinas                                                  |
| Château des Évêques-du-Puy                                           | Monistrol-sur-Loire             |                                                      | 45° 17′ 34″ nord, 4° 10′ 08″ est                     | « PA00092715 »                                       | Inscrit                                              | 1935                                                 | Château des Évêques-du-Puy                                           |
| Église Saint-Marcellin de Monistrol-sur-Loire                        | Monistrol-sur-Loire             |                                                      | 45° 17′ 37″ nord, 4° 10′ 15″ est                     | « PA00092717 »                                       | Inscrit                                              | 1926                                                 | Église Saint-Marcellin de Monistrol-sur-Loire                        |
| Église de la Nativité-de-la-Sainte-Vierge de Monlet                  | Monlet                          | Place Principale                                     | 45° 13′ 11″ nord, 3° 42′ 55″ est                     | « PA00092718 »                                       | Inscrit                                              | 1926                                                 | Image manquante Téléverser                                           |
| Château de Durianne                                                  | Le Monteil                      |                                                      | 45° 04′ 24″ nord, 3° 54′ 20″ est                     | « PA43000066 »                                       | Inscrit                                              | 2021                                                 | Image manquante Téléverser                                           |
| Croix de Montusclat                                                  | Montusclat                      | Place publique                                       | 45° 00′ 47″ nord, 4° 07′ 27″ est                     | « PA00092719 »                                       | Inscrit                                              | 1930                                                 | Image manquante Téléverser                                           |
| Croix de la Pradette                                                 | Montusclat                      |                                                      | 45° 00′ 30″ nord, 4° 05′ 06″ est                     | « PA00092720 »                                       | Inscrit                                              | 1930                                                 | Image manquante Téléverser                                           |
| Maison Mate                                                          | Montusclat                      |                                                      | 45° 00′ 47″ nord, 4° 07′ 27″ est                     | « PA43000023 »                                       | Inscrit                                              | 2002                                                 | Image manquante Téléverser                                           |
| Maison Sauron                                                        | Montusclat                      |                                                      | 45° 00′ 47″ nord, 4° 07′ 24″ est                     | « PA43000024 »                                       | Inscrit                                              | 2002                                                 | Image manquante Téléverser                                           |
| Ferme Perrel                                                         | Moudeyres                       |                                                      | 44° 57′ 20″ nord, 4° 06′ 07″ est                     | « PA00092721 »                                       | Classé                                               | 1977                                                 | Ferme Perrel                                                         |
| Château d'Agrain                                                     | Ouides                          |                                                      | 44° 54′ 08″ nord, 3° 43′ 02″ est                     | « PA00092955 »                                       | Inscrit                                              | 1992                                                 | Image manquante Téléverser                                           |
| Croix d'Ouides                                                       | Ouides                          | Place publique                                       | 44° 54′ 15″ nord, 3° 44′ 05″ est                     | « PA00092722 »                                       | Classé                                               | 1930                                                 | Image manquante Téléverser                                           |
| Château de Cheyrac                                                   | Polignac                        | Cheyrac                                              | 45° 04′ 06″ nord, 3° 52′ 46″ est                     | « PA00092730 »                                       | Classé                                               | 1958                                                 | Image manquante Téléverser                                           |
| Château de Polignac                                                  | Polignac                        |                                                      | 45° 04′ 09″ nord, 3° 51′ 37″ est                     | « PA00092727 »                                       | Classé                                               | 1840                                                 | Château de Polignac                                                  |
| Croix de Bilhac                                                      | Polignac                        | Bilhac                                               | 45° 04′ 51″ nord, 3° 51′ 03″ est                     | « PA00092728 »                                       | Inscrit                                              | 1930                                                 | Image manquante Téléverser                                           |
| Église Saint-Martin de Polignac                                      | Polignac                        |                                                      | 45° 04′ 16″ nord, 3° 51′ 37″ est                     | « PA00092729 »                                       | Classé                                               | 1902                                                 | Église Saint-Martin de Polignac                                      |
| Église Notre-Dame de Pont-Salomon                                    | Pont-Salomon                    |                                                      | 45° 20′ 26″ nord, 4° 14′ 39″ est                     | « PA43000036 »                                       | Inscrit                                              | 2003                                                 | Image manquante Téléverser                                           |
| Fabrique de faux de l'Alliance                                       | Pont-Salomon                    | Rue des Martinets                                    | 45° 20′ 45″ nord, 4° 14′ 36″ est                     | « PA43000038 »                                       | Inscrit                                              | 2003                                                 | Image manquante Téléverser                                           |
| Fabrique de faux du Foultier                                         | Pont-Salomon                    | Rue des Martinets Rue de la Mairie                   | 45° 20′ 32″ nord, 4° 14′ 31″ est                     | « PA43000037 »                                       | Inscrit                                              | 2003                                                 | Image manquante Téléverser                                           |
| Presbytère de Pont-Salomon                                           | Pont-Salomon                    | Rue de la Mairie                                     | 45° 20′ 28″ nord, 4° 14′ 36″ est                     | « PA43000035 »                                       | Inscrit                                              | 2003                                                 | Image manquante Téléverser                                           |
| Chapelle des Pénitents de Pradelles                                  | Pradelles                       |                                                      | 44° 46′ 08″ nord, 3° 53′ 01″ est                     | « PA43000010 »                                       | Inscrit                                              | 1998                                                 | Image manquante Téléverser                                           |
| Château du Mazigon                                                   | Pradelles                       |                                                      | 44° 46′ 13″ nord, 3° 52′ 05″ est                     | « PA43000008 »                                       | Inscrit                                              | 2009                                                 | Image manquante Téléverser                                           |
| Église Saint-Clément de Pradelles                                    | Pradelles                       |                                                      | 44° 46′ 09″ nord, 3° 50′ 57″ est                     | « PA00092732 »                                       | Inscrit                                              | 1988                                                 | Image manquante Téléverser                                           |
| Hôpital Saint-Jacques de Pradelles                                   | Pradelles                       |                                                      | 44° 46′ 01″ nord, 3° 53′ 01″ est                     | « PA00092731 »                                       | Inscrit                                              | 1971                                                 | Image manquante Téléverser                                           |
| Maison Thomas                                                        | Pradelles                       | Rue Basse-Cour                                       | 44° 46′ 08″ nord, 3° 52′ 52″ est                     | « PA00092734 »                                       | Inscrit                                              | 1972                                                 | Image manquante Téléverser                                           |
| Maison aux arcades                                                   | Pradelles                       | 1 place de la Halle                                  | 44° 46′ 10″ nord, 3° 52′ 59″ est                     | « PA43000013 »                                       | Inscrit                                              | 1999                                                 | Maison aux arcades                                                   |
| Maison Frévol                                                        | Pradelles                       | 3 place de la Halle                                  | 44° 46′ 09″ nord, 3° 52′ 59″ est                     | « PA43000014 »                                       | Inscrit                                              | 1999                                                 | Maison Frévol                                                        |
| Maison Templer                                                       | Pradelles                       | Place de la Halle                                    | 44° 46′ 10″ nord, 3° 52′ 59″ est                     | « PA00092733 »                                       | Inscrit                                              | 1935                                                 | Maison Templer                                                       |
| Manoir du Mazonric                                                   | Pradelles                       |                                                      | 44° 45′ 47″ nord, 3° 50′ 45″ est                     | « PA00092735 »                                       | Inscrit                                              | 1986                                                 | Image manquante Téléverser                                           |
| Porte du Besset                                                      | Pradelles                       | Rue du Mazel                                         | 44° 46′ 07″ nord, 3° 52′ 57″ est                     | « PA00092736 »                                       | Inscrit                                              | 1972                                                 | Porte du Besset                                                      |
| Porte de la Verdette                                                 | Pradelles                       |                                                      | 44° 46′ 08″ nord, 3° 52′ 55″ est                     | « PA00092737 »                                       | Inscrit                                              | 1971                                                 | Porte de la Verdette                                                 |
| Tour de Rochely                                                      | Pradelles                       |                                                      | 44° 46′ 07″ nord, 3° 52′ 55″ est                     | « PA00092738 »                                       | Inscrit                                              | 1972                                                 | Tour de Rochely                                                      |
| Château de Vachères                                                  | Présailles                      | Vachères                                             | 44° 53′ 24″ nord, 4° 02′ 09″ est                     | « PA00092740 »                                       | Classé                                               | 2013                                                 | Château de Vachères                                                  |
| Croix de Vachères                                                    | Présailles                      | Vachères                                             | 44° 53′ 29″ nord, 4° 02′ 06″ est                     | « PA00092741 »                                       | Inscrit                                              | 1930                                                 | Image manquante Téléverser                                           |
| Église de la Nativité-de-la-Sainte-Vierge de Présailles              | Présailles                      |                                                      | 44° 54′ 10″ nord, 4° 01′ 40″ est                     | « PA00125284 »                                       | Inscrit                                              | 1993                                                 | Image manquante Téléverser                                           |
|                                                                      | Le Puy-en-Velay                 | Voir liste des monuments historiques du Puy-en-Velay | Voir liste des monuments historiques du Puy-en-Velay | Voir liste des monuments historiques du Puy-en-Velay | Voir liste des monuments historiques du Puy-en-Velay | Voir liste des monuments historiques du Puy-en-Velay | Voir liste des monuments historiques du Puy-en-Velay                 |
| Château de Jonchères                                                 | Rauret                          |                                                      | 44° 47′ 34″ nord, 3° 47′ 22″ est                     | « PA00092814 »                                       | Classé                                               | 1983                                                 | Château de Jonchères                                                 |
| Monument aux morts de Rauret                                         | Rauret                          |                                                      | 44° 49′ 04″ nord, 3° 47′ 32″ est                     | « PA43000063 »                                       | Inscrit                                              | 2019                                                 | Monument aux morts de Rauret                                         |
| Château d'Artias                                                     | Retournac                       |                                                      | 45° 12′ 48″ nord, 4° 00′ 02″ est                     | « PA00092815 »                                       | Inscrit                                              | 1949                                                 | Château d'Artias                                                     |
| Château de Chabanoles                                                | Retournac                       |                                                      | 45° 11′ 15″ nord, 4° 02′ 28″ est                     | « PA00092816 »                                       | Inscrit                                              | 1986                                                 | Château de Chabanoles                                                |
| Château de Mercuret                                                  | Retournac                       |                                                      | 45° 11′ 15″ nord, 4° 03′ 03″ est                     | « PA00132794 »                                       | Inscrit                                              | 1994                                                 | Château de Mercuret                                                  |
| Église Saint-Jean-Baptiste de Retournac                              | Retournac                       |                                                      | 45° 12′ 12″ nord, 4° 01′ 57″ est                     | « PA00092817 »                                       | Classé                                               | 1907                                                 | Église Saint-Jean-Baptiste de Retournac                              |
| Abbaye de Clavas                                                     | Riotord                         |                                                      | 45° 13′ 19″ nord, 4° 28′ 09″ est                     | « PA43000041 »                                       | Inscrit                                              | 2003                                                 | Image manquante Téléverser                                           |
| Église Saint-Jean-Baptiste de Riotord                                | Riotord                         |                                                      | 45° 13′ 53″ nord, 4° 24′ 04″ est                     | « PA00092818 »                                       | Inscrit                                              | 1926                                                 | Église Saint-Jean-Baptiste de Riotord                                |
| Église Saint-Maurice-de-Roche de Roche-en-Régnier                    | Roche-en-Régnier                |                                                      | 45° 13′ 17″ nord, 3° 56′ 27″ est                     | « PA00092819 »                                       | Classé                                               | 1942                                                 | Église Saint-Maurice-de-Roche de Roche-en-Régnier                    |
| Prévôté de Roche-en-Régnier                                          | Roche-en-Régnier                |                                                      | 45° 13′ 17″ nord, 3° 56′ 31″ est                     | « PA00092820 »                                       | Inscrit                                              | 1926                                                 | Prévôté de Roche-en-Régnier                                          |
| Calvaire du Champ Clos                                               | Rosières                        |                                                      | 45° 08′ 07″ nord, 3° 59′ 23″ est                     | « PA00092821 »                                       | Classé                                               | 1980                                                 | Image manquante Téléverser                                           |
| Église Saint-Martin de Rosières                                      | Rosières                        |                                                      | 45° 07′ 59″ nord, 3° 59′ 14″ est                     | « PA00092822 »                                       | Inscrit                                              | 1949                                                 | Image manquante Téléverser                                           |
| Chapelle de Chalencon                                                | Saint-André-de-Chalencon        |                                                      | 45° 17′ 02″ nord, 3° 59′ 00″ est                     | « PA00092824 »                                       | Classé                                               | 1913                                                 | Chapelle de Chalencon                                                |
| Château de Chalencon                                                 | Saint-André-de-Chalencon        |                                                      | 45° 17′ 02″ nord, 3° 59′ 00″ est                     | « PA00092825 »                                       | Classé                                               | 1913                                                 | Château de Chalencon                                                 |
| Pont de Bounery                                                      | Saint-André-de-Chalencon        | Sur l'Ance                                           | 45° 17′ 09″ nord, 3° 58′ 42″ est                     | « PA00092826 »                                       | Inscrit                                              | 1949                                                 | Pont de Bounery                                                      |
| Pont du Diable                                                       | Saint-André-de-Chalencon        |                                                      | 45° 17′ 00″ nord, 3° 59′ 05″ est                     | « PA00092827 »                                       | Classé                                               | 1913                                                 | Pont du Diable                                                       |
| Préfecture                                                           | Saint-André-de-Chalencon        |                                                      | 45° 17′ 02″ nord, 3° 58′ 54″ est                     | « PA00092823 »                                       | Inscrit                                              | 1973                                                 | Image manquante Téléverser                                           |
| Église Notre-Dame-de-l'Assomption de Saint-Arcons-de-Barges          | Saint-Arcons-de-Barges          |                                                      | 44° 50′ 21″ nord, 3° 55′ 27″ est                     | « PA00092831 »                                       | Inscrit                                              | 2002                                                 | Église Notre-Dame-de-l'Assomption de Saint-Arcons-de-Barges          |
| Église Saint-Christophe de Saint-Christophe-sur-Dolaison             | Saint-Christophe-sur-Dolaison   |                                                      | 44° 59′ 52″ nord, 3° 49′ 12″ est                     | « PA00092835 »                                       | Classé                                               | 1907                                                 | Église Saint-Christophe de Saint-Christophe-sur-Dolaison             |
| Château de Saint-Didier-d'Allier                                     | Saint-Didier-d'Allier           |                                                      | 44° 58′ 11″ nord, 3° 41′ 28″ est                     | « PA00092945 »                                       | Inscrit                                              | 1990                                                 | Château de Saint-Didier-d'Allier                                     |
| Église Saint-Didier de Saint-Didier-d'Allier                         | Saint-Didier-d'Allier           |                                                      | 44° 58′ 11″ nord, 3° 41′ 37″ est                     | « PA00092946 »                                       | Inscrit                                              | 1990                                                 | Image manquante Téléverser                                           |
| Église Saint-Didier de Saint-Didier-en-Velay                         | Saint-Didier-en-Velay           |                                                      | 45° 18′ 09″ nord, 4° 16′ 38″ est                     | « PA00092837 »                                       | Inscrit                                              | 1954                                                 | Église Saint-Didier de Saint-Didier-en-Velay                         |
| Église Saint-Étienne de Saint-Étienne-Lardeyrol                      | Saint-Étienne-Lardeyrol         |                                                      | 45° 04′ 15″ nord, 4° 00′ 03″ est                     | « PA00092838 »                                       | Classé                                               | 1907                                                 | Église Saint-Étienne de Saint-Étienne-Lardeyrol                      |
| Château de Pralas                                                    | Saint-Front                     |                                                      | 44° 58′ 01″ nord, 4° 06′ 44″ est                     | « PA00135207 »                                       | Inscrit                                              | 1995                                                 | Image manquante Téléverser                                           |
| Croix de Saint-Front                                                 | Saint-Front                     |                                                      | 44° 58′ 37″ nord, 4° 08′ 35″ est                     | « PA00092840 »                                       | Classé                                               | 1906                                                 | Croix de Saint-Front                                                 |
| Église Saint-Front de Saint-Front                                    | Saint-Front                     |                                                      | 44° 58′ 38″ nord, 4° 08′ 36″ est                     | « PA00092841 »                                       | Classé                                               | 1909                                                 | Église Saint-Front de Saint-Front                                    |
| Ferme de Bigorre                                                     | Saint-Front                     | Bigorre                                              | 44° 59′ 42″ nord, 4° 05′ 48″ est                     | « PA43000001 »                                       | Inscrit                                              | 1996                                                 | Ferme de Bigorre                                                     |
| Église Saint-Barthélémy de Saint-Geneys-près-Saint-Paulien           | Saint-Geneys-près-Saint-Paulien |                                                      | 45° 09′ 42″ nord, 3° 49′ 17″ est                     | « PA00092842 »                                       | Inscrit                                              | 1986                                                 | Église Saint-Barthélémy de Saint-Geneys-près-Saint-Paulien           |
| Église Saint-Georges                                                 | Saint-Georges-Lagricol          |                                                      | 45° 17′ 51″ nord, 3° 53′ 14″ est                     | « PA00092964 »                                       | Inscrit                                              | 1992                                                 | Église Saint-Georges                                                 |
| Abbaye de Doue                                                       | Saint-Germain-Laprade           |                                                      | 45° 02′ 24″ nord, 3° 56′ 50″ est                     | « PA00092845 »                                       | Classé Inscrit                                       | 1994 2019                                            | Image manquante Téléverser                                           |
| Château de Saint-Germain-Laprade                                     | Saint-Germain-Laprade           |                                                      | 45° 02′ 18″ nord, 3° 58′ 11″ est                     | « PA00092846 »                                       | Inscrit                                              | 1983                                                 | Image manquante Téléverser                                           |
| Château du Villard                                                   | Saint-Germain-Laprade           |                                                      | 45° 00′ 14″ nord, 4° 01′ 54″ est                     | « PA00092847 »                                       | Inscrit                                              | 1979                                                 | Image manquante Téléverser                                           |
| Église Saint-Germain de Saint-Germain-Laprade                        | Saint-Germain-Laprade           |                                                      | 45° 02′ 17″ nord, 3° 58′ 10″ est                     | « PA00092848 »                                       | Classé                                               | 1907                                                 | Image manquante Téléverser                                           |
| Croix de la Ravanelle                                                | Saint-Haon                      |                                                      | 44° 50′ 41″ nord, 3° 45′ 43″ est                     | « PA00092849 »                                       | Inscrit                                              | 1930                                                 | Image manquante Téléverser                                           |
| Église Saint-Haon de Saint-Haon                                      | Saint-Haon                      |                                                      | 44° 50′ 48″ nord, 3° 45′ 29″ est                     | « PA00092850 »                                       | Classé                                               | 1913                                                 | Église Saint-Haon de Saint-Haon                                      |
| Château de Champ                                                     | Saint-Hostien                   |                                                      | 45° 04′ 27″ nord, 4° 03′ 01″ est                     | « PA00092852 »                                       | Inscrit                                              | 1998                                                 | Image manquante Téléverser                                           |
| Dolmen de la Pierre des Fades                                        | Saint-Jean-d'Aubrigoux          |                                                      | 45° 20′ 49″ nord, 3° 47′ 48″ est                     | « PA00092855 »                                       | Classé                                               | 1987                                                 | Image manquante Téléverser                                           |
| Château de Séjallières                                               | Saint-Jean-Lachalm              |                                                      | 44° 55′ 14″ nord, 3° 43′ 15″ est                     | « PA00135208 »                                       | Inscrit                                              | 1995                                                 | Image manquante Téléverser                                           |
| Église Saint-Jean-Baptiste de Saint-Jean-Lachalm                     | Saint-Jean-Lachalm              |                                                      | 44° 57′ 24″ nord, 3° 43′ 08″ est                     | « PA00092856 »                                       | Classé                                               | 1908                                                 | Église Saint-Jean-Baptiste de Saint-Jean-Lachalm                     |
| Château des Changheas                                                | Saint-Jeures                    |                                                      | 45° 05′ 24″ nord, 4° 11′ 43″ est                     | « PA43000009 »                                       | Inscrit                                              | 1997                                                 | Image manquante Téléverser                                           |
| Château de Salcrupt                                                  | Saint-Jeures                    |                                                      | 45° 05′ 14″ nord, 4° 13′ 59″ est                     | « PA43000002 »                                       | Inscrit                                              | 1996                                                 | Image manquante Téléverser                                           |
| Menhir de Saint-Jeures                                               | Saint-Jeures                    | La Croix de Pierre                                   | 45° 05′ 37″ nord, 4° 12′ 03″ est                     | « PA00092931 »                                       | Inscrit                                              | 1989                                                 | Menhir de Saint-Jeures                                               |
| Croix de Saint-Julien-d'Ance                                         | Saint-Julien-d'Ance             | Devant la chapelle d'Uffarges                        | 45° 17′ 28″ nord, 3° 55′ 03″ est                     | « PA00092859 »                                       | Inscrit                                              | 1930                                                 | Image manquante Téléverser                                           |
| Église Saint-Julien de Saint-Julien-d'Ance                           | Saint-Julien-d'Ance             |                                                      | 45° 18′ 15″ nord, 3° 54′ 48″ est                     | « PA00092860 »                                       | Classé Inscrit                                       | 1920 1926                                            | Église Saint-Julien de Saint-Julien-d'Ance                           |
| Chapelle Saint-Barthélemy de la Chapelette                           | Saint-Julien-Chapteuil          |                                                      | 45° 00′ 07″ nord, 4° 03′ 13″ est                     | « PA00092857 »                                       | Inscrit                                              | 1982                                                 | Chapelle Saint-Barthélemy de la Chapelette                           |
| Église Saint-Julien de Saint-Julien-Chapteuil                        | Saint-Julien-Chapteuil          |                                                      | 45° 02′ 04″ nord, 4° 03′ 46″ est                     | « PA00092858 »                                       | Classé                                               | 1907                                                 | Église Saint-Julien de Saint-Julien-Chapteuil                        |
| Château de Vaux                                                      | Saint-Julien-du-Pinet           |                                                      | 45° 10′ 21″ nord, 4° 02′ 27″ est                     | « PA43000003 »                                       | Inscrit                                              | 1996                                                 | Image manquante Téléverser                                           |
| Église de la Nativité-de-la-Sainte-Vierge de Saint-Martin-de-Fugères | Saint-Martin-de-Fugères         |                                                      | 44° 54′ 19″ nord, 3° 56′ 05″ est                     | « PA00092862 »                                       | Inscrit                                              | 1994                                                 | Église de la Nativité-de-la-Sainte-Vierge de Saint-Martin-de-Fugères |
| Château de la Tour-Maubourg                                          | Saint-Maurice-de-Lignon         |                                                      | 45° 12′ 41″ nord, 4° 08′ 50″ est                     | « PA43000055 »                                       | Inscrit                                              | 2007                                                 | Château de la Tour-Maubourg                                          |
| Croix de Saint-Maurice-de-Lignon                                     | Saint-Maurice-de-Lignon         | Route de Saint-Maurice à Pont-de-Lignon              | 45° 13′ 57″ nord, 4° 08′ 19″ est                     | « PA00092863 »                                       | Inscrit                                              | 1949                                                 | Image manquante Téléverser                                           |
| Pont de Confolent                                                    | Saint-Maurice-de-Lignon         |                                                      | 45° 15′ 29″ nord, 4° 08′ 39″ est                     | « PA00092947 »                                       | Inscrit                                              | 1990                                                 | Pont de Confolent                                                    |
| Calvaire de Lurou                                                    | Saint-Pal-de-Chalencon          | Boisset-Haut                                         | 45° 20′ 22″ nord, 3° 57′ 27″ est                     | « PA00092865 »                                       | Inscrit                                              | 1949                                                 | Image manquante Téléverser                                           |
| Château de Saint-Pal-de-Chalencon                                    | Saint-Pal-de-Chalencon          |                                                      | 45° 21′ 23″ nord, 3° 57′ 21″ est                     | « PA00135209 »                                       | Inscrit                                              | 1995                                                 | Image manquante Téléverser                                           |
| Croix de Cossanges                                                   | Saint-Pal-de-Chalencon          | Cossanges                                            | 45° 21′ 27″ nord, 3° 56′ 50″ est                     | « PA00092864 »                                       | Classé                                               | 1972                                                 | Image manquante Téléverser                                           |
| Église Saint-Paul de Saint-Pal-de-Chalencon                          | Saint-Pal-de-Chalencon          |                                                      | 45° 21′ 24″ nord, 3° 57′ 22″ est                     | « PA00135210 »                                       | Inscrit                                              | 1995                                                 | Image manquante Téléverser                                           |
| Porte fortifiée ouest                                                | Saint-Pal-de-Chalencon          |                                                      | 45° 21′ 23″ nord, 3° 57′ 22″ est                     | « PA00135211 »                                       | Inscrit                                              | 1995                                                 | Image manquante Téléverser                                           |
| Porte fortifiée nord                                                 | Saint-Pal-de-Chalencon          |                                                      | 45° 21′ 24″ nord, 3° 57′ 24″ est                     | « PA00092866 »                                       | Inscrit                                              | 1949                                                 | Image manquante Téléverser                                           |
| Porte fortifiée sud                                                  | Saint-Pal-de-Chalencon          |                                                      | 45° 21′ 21″ nord, 3° 57′ 24″ est                     | « PA00092867 »                                       | Inscrit                                              | 1949                                                 | Image manquante Téléverser                                           |
| Chapelle Saint-Julien-la-Tourette                                    | Saint-Pal-de-Mons               |                                                      | 45° 12′ 58″ nord, 4° 14′ 43″ est                     | « PA43000004 »                                       | Inscrit                                              | 1996                                                 | Chapelle Saint-Julien-la-Tourette                                    |
| Chapelle Saint-Joseph de Saint-Paulien                               | Saint-Paulien                   |                                                      | 45° 08′ 13″ nord, 3° 48′ 51″ est                     | « PA00092871 »                                       | Inscrit                                              | 1926                                                 | Chapelle Saint-Joseph de Saint-Paulien                               |
| Château de la Rochelambert                                           | Saint-Paulien                   |                                                      | 45° 07′ 26″ nord, 3° 47′ 27″ est                     | « PA00092872 »                                       | Classé                                               | 1945                                                 | Château de la Rochelambert                                           |
| Église Saint-Georges de Saint-Paulien                                | Saint-Paulien                   |                                                      | 45° 08′ 03″ nord, 3° 48′ 47″ est                     | « PA00092873 »                                       | Classé                                               | 1840                                                 | Église Saint-Georges de Saint-Paulien                                |
| Mosaïque gallo-romaine de Saint-Paulien                              | Saint-Paulien                   |                                                      | à géolocaliser                                       | « PA00125285 »                                       | Classé                                               | 1993                                                 | Image manquante Téléverser                                           |
| Église Saint-Paul de Saint-Paul-de-Tartas                            | Saint-Paul-de-Tartas            |                                                      | 44° 48′ 15″ nord, 3° 54′ 25″ est                     | « PA00092869 »                                       | Classé                                               | 1910                                                 | Église Saint-Paul de Saint-Paul-de-Tartas                            |
| Enfeus de Saint-Paul-de-Tartas                                       | Saint-Paul-de-Tartas            | Cimetière                                            | 44° 48′ 10″ nord, 3° 54′ 40″ est                     | « PA00092870 »                                       | Classé                                               | 1907                                                 | Image manquante Téléverser                                           |
| Château de Bonneville                                                | Saint-Pierre-Eynac              |                                                      | 45° 03′ 49″ nord, 4° 04′ 02″ est                     | « PA00092874 »                                       | Inscrit Classé                                       | 1973                                                 | Image manquante Téléverser                                           |
| Église Saint-Pierre de Saint-Pierre-Eynac                            | Saint-Pierre-Eynac              |                                                      | 45° 02′ 47″ nord, 4° 02′ 06″ est                     | « PA00092875 »                                       | Classé                                               | 1907                                                 | Église Saint-Pierre de Saint-Pierre-Eynac                            |
| Chapelle Saint-Jacques de Rochegude                                  | Saint-Privat-d'Allier           | Rochegude                                            | 44° 59′ 08″ nord, 3° 38′ 50″ est                     | « PA00092876 »                                       | Inscrit                                              | 1974                                                 | Chapelle Saint-Jacques de Rochegude                                  |
| Château de Mercœur                                                   | Saint-Privat-d'Allier           |                                                      | 45° 00′ 34″ nord, 3° 39′ 49″ est                     | « PA00092877 »                                       | Inscrit                                              | 1979                                                 | Château de Mercœur                                                   |
| Croix de Mercœur                                                     | Saint-Privat-d'Allier           |                                                      | 45° 00′ 32″ nord, 3° 39′ 53″ est                     | « PA00092878 »                                       | Inscrit                                              | 1930                                                 | Image manquante Téléverser                                           |
| Église Saint-Privat de Saint-Privat-d'Allier                         | Saint-Privat-d'Allier           |                                                      | 44° 59′ 17″ nord, 3° 40′ 44″ est                     | « PA00092879 »                                       | Inscrit                                              | 1926                                                 | Église Saint-Privat de Saint-Privat-d'Allier                         |
| Château de Saint-Romain-Lachalm                                      | Saint-Romain-Lachalm            |                                                      | 45° 15′ 56″ nord, 4° 20′ 10″ est                     | « PA00125286 »                                       | Inscrit                                              | 1993                                                 | Château de Saint-Romain-Lachalm                                      |
| Église Saint-Victor de Saint-Victor-sur-Arlanc                       | Saint-Victor-sur-Arlanc         |                                                      | 45° 20′ 08″ nord, 3° 46′ 26″ est                     | « PA00092880 »                                       | Classé                                               | 1910                                                 | Église Saint-Victor de Saint-Victor-sur-Arlanc                       |
| Château de Saint-Vidal                                               | Saint-Vidal                     |                                                      | 45° 04′ 26″ nord, 3° 47′ 59″ est                     | « PA00092881 »                                       | Classé Inscrit                                       | 1958 1991                                            | Château de Saint-Vidal                                               |
| Croix de Grazac                                                      | Saint-Vidal                     | Grazac                                               | 45° 03′ 51″ nord, 3° 47′ 36″ est                     | « PA00092883 »                                       | Inscrit                                              | 1930                                                 | Image manquante Téléverser                                           |
| Croix de Lacussol                                                    | Saint-Vidal                     | La Cussol                                            | 45° 04′ 27″ nord, 3° 48′ 17″ est                     | « PA00092882 »                                       | Classé                                               | 1907                                                 | Image manquante Téléverser                                           |
| Église Saint-Vital de Saint-Vidal                                    | Saint-Vidal                     |                                                      | 45° 04′ 25″ nord, 3° 48′ 00″ est                     | « PA00092884 »                                       | Classé                                               | 1907                                                 | Image manquante Téléverser                                           |
| Maison Raynaud                                                       | Saint-Vidal                     | Chazelles                                            | 45° 04′ 19″ nord, 3° 47′ 16″ est                     | « PA00092885 »                                       | Classé                                               | 1955                                                 | Image manquante Téléverser                                           |
| Pont de Margeaix                                                     | Saint-Vincent                   |                                                      | 45° 09′ 12″ nord, 3° 55′ 30″ est                     | « PA00132733 »                                       | Inscrit                                              | 1994                                                 | Pont de Margeaix                                                     |
| Camp d'Antoune                                                       | Salettes                        |                                                      | 44° 52′ 19″ nord, 3° 56′ 33″ est                     | « PA00092952 »                                       | Inscrit                                              | 1991                                                 | Camp d'Antoune                                                       |
| Château de Soubrey                                                   | Salettes                        |                                                      | 44° 51′ 51″ nord, 3° 58′ 56″ est                     | « PA00132735 »                                       | Inscrit                                              | 1994                                                 | Château de Soubrey                                                   |
| Église Saint-Pierre de Salettes                                      | Salettes                        |                                                      | 44° 51′ 45″ nord, 3° 57′ 53″ est                     | « PA00092886 »                                       | Inscrit                                              | 1964                                                 | Église Saint-Pierre de Salettes                                      |
| Château du Barret                                                    | Sanssac-l'Église                |                                                      | 45° 02′ 57″ nord, 3° 46′ 14″ est                     | « PA00092948 »                                       | Inscrit                                              | 1990                                                 | Image manquante Téléverser                                           |
| Abbaye de La Séauve-Bénite                                           | La Séauve-sur-Semène            |                                                      | 45° 17′ 38″ nord, 4° 14′ 58″ est                     | « PA00125288 »                                       | Inscrit                                              | 1993                                                 | Abbaye de La Séauve-Bénite                                           |
| Château de Séneujols                                                 | Séneujols                       |                                                      | 44° 57′ 40″ nord, 3° 46′ 52″ est                     | « PA00092933 »                                       | Inscrit                                              | 2003                                                 | Image manquante Téléverser                                           |
| Croix de Bonnefont                                                   | Séneujols                       | Bonnefond                                            | 44° 57′ 07″ nord, 3° 47′ 23″ est                     | « PA00092894 »                                       | Inscrit                                              | 1930                                                 | Image manquante Téléverser                                           |
| Croix de cimetière de Séneujols                                      | Séneujols                       | Cimetière                                            | 44° 57′ 24″ nord, 3° 47′ 04″ est                     | « PA00092893 »                                       | Inscrit                                              | 1930                                                 | Image manquante Téléverser                                           |
| Calvaire Sainte-Anne (Séneujols)                                     | Séneujols                       | Route de Bains                                       | 44° 57′ 54″ nord, 3° 46′ 37″ est                     | « PA00092896 »                                       | Inscrit                                              | 1930                                                 | Image manquante Téléverser                                           |
| Croix de Séneujols (1772)                                            | Séneujols                       | Place du Centre                                      | 44° 57′ 37″ nord, 3° 46′ 55″ est                     | « PA00092895 »                                       | Inscrit                                              | 1930                                                 | Image manquante Téléverser                                           |
| Dolmen de Séneujols                                                  | Séneujols                       | Le Villar                                            | 44° 58′ 21″ nord, 3° 46′ 12″ est                     | « PA00092897 »                                       | Classé                                               | 1986                                                 | Image manquante Téléverser                                           |
| Église Sainte-Anne de Séneujols                                      | Séneujols                       |                                                      | 44° 57′ 34″ nord, 3° 46′ 57″ est                     | « PA00092898 »                                       | Inscrit                                              | 1969                                                 | Image manquante Téléverser                                           |
| Oratoire Sainte-Anne de Séneujols                                    | Séneujols                       |                                                      | 44° 57′ 37″ nord, 3° 46′ 55″ est                     | « PA00092949 »                                       | Inscrit                                              | 1990                                                 | Image manquante Téléverser                                           |
| Abri Laborde                                                         | Solignac-sur-Loire              |                                                      | 44° 56′ 43″ nord, 3° 53′ 37″ est                     | « PA00092934 »                                       | Inscrit                                              | 1989                                                 | Image manquante Téléverser                                           |
| Croix de Coucouron                                                   | Solignac-sur-Loire              |                                                      | 44° 57′ 59″ nord, 3° 52′ 15″ est                     | « PA00092900 »                                       | Inscrit                                              | 1930                                                 | Image manquante Téléverser                                           |
| Croix de Solignac-sur-Loire                                          | Solignac-sur-Loire              | Place de Beauzac                                     | 44° 58′ 10″ nord, 3° 53′ 16″ est                     | « PA00092901 »                                       | Inscrit                                              | 1930                                                 | Image manquante Téléverser                                           |
| Église Saint-Vincent de Solignac-sur-Loire                           | Solignac-sur-Loire              |                                                      | 44° 58′ 12″ nord, 3° 53′ 16″ est                     | « PA00092902 »                                       | Inscrit                                              | 1926                                                 | Église Saint-Vincent de Solignac-sur-Loire                           |
| Chapelle des Pénitents de Tence                                      | Tence                           |                                                      | 45° 06′ 58″ nord, 4° 17′ 23″ est                     | « PA43000017 »                                       | Inscrit                                              | 1999                                                 | Chapelle des Pénitents de Tence                                      |
| Château du Besset                                                    | Tence                           |                                                      | 45° 06′ 08″ nord, 4° 17′ 07″ est                     | « PA00092953 »                                       | Inscrit                                              | 1991                                                 | Château du Besset                                                    |
| Croix-menhir de Mendigoules                                          | Tence                           |                                                      | 45° 06′ 41″ nord, 4° 16′ 05″ est                     | « PA00092935 »                                       | Inscrit                                              | 1989                                                 | Croix-menhir de Mendigoules                                          |
| Pharmacie de l'hôpital Saint-Joseph                                  | Tence                           | Place du Chatiague                                   | 45° 06′ 56″ nord, 4° 17′ 24″ est                     | « PA43000016 »                                       | Inscrit                                              | 1999                                                 | Image manquante Téléverser                                           |
| Croix de Durand                                                      | Tiranges                        | Durand                                               | 45° 16′ 43″ nord, 3° 59′ 09″ est                     | « PA00092904 »                                       | Inscrit                                              | 1949                                                 | Image manquante Téléverser                                           |
| Croix de Tiranges                                                    | Tiranges                        | Place de la Croix                                    | 45° 18′ 12″ nord, 3° 59′ 22″ est                     | « PA00092905 »                                       | Inscrit                                              | 1949                                                 | Image manquante Téléverser                                           |
| Maison du Cros                                                       | Tiranges                        | Le Cros                                              | 45° 17′ 50″ nord, 3° 59′ 09″ est                     | « PA00092906 »                                       | Inscrit                                              | 1949                                                 | Image manquante Téléverser                                           |
| Château de Valprivas                                                 | Valprivas                       |                                                      | 45° 18′ 42″ nord, 4° 02′ 33″ est                     | « PA00092907 »                                       | Inscrit Classé                                       | 1949 1994                                            | Château de Valprivas                                                 |
| Chibotte du bois de Lirate                                           | Vals-près-le-Puy                |                                                      | 45° 01′ 26″ nord, 3° 51′ 14″ est                     | « PA00092909 »                                       | Inscrit                                              | 1986                                                 | Image manquante Téléverser                                           |
| Église Saint-Vozy de Vals-près-le-Puy                                | Vals-près-le-Puy                |                                                      | 45° 01′ 49″ nord, 3° 52′ 35″ est                     | « PA00092910 »                                       | Inscrit                                              | 1968                                                 | Image manquante Téléverser                                           |
| Monastère des Augustines                                             | Vals-près-le-Puy                | Place du Monastère                                   | 45° 01′ 50″ nord, 3° 52′ 36″ est                     | « PA00092911 »                                       | Classé                                               | 1973                                                 | Image manquante Téléverser                                           |
| Villa Alirol                                                         | Vals-près-le-Puy                | 27 avenue de Vals                                    | 45° 02′ 06″ nord, 3° 52′ 53″ est                     | « PA43000054 »                                       | Inscrit                                              | 2006                                                 | Image manquante Téléverser                                           |
| Dolmen des Pennes                                                    | Les Vastres                     | Boudoul                                              | 45° 01′ 15″ nord, 4° 16′ 00″ est                     | « PA00092912 »                                       | Classé                                               | 1968                                                 | Dolmen des Pennes                                                    |
| Château du Thiollent                                                 | Vergezac                        |                                                      | 45° 02′ 39″ nord, 3° 42′ 49″ est                     | « PA00092913 »                                       | Inscrit                                              | 1991                                                 | Image manquante Téléverser                                           |
| Église Saint-Rémy de Vergezac                                        | Vergezac                        |                                                      | 45° 01′ 56″ nord, 3° 43′ 41″ est                     | « PA00092914 »                                       | Classé                                               | 1907                                                 | Église Saint-Rémy de Vergezac                                        |
| Église Saint-Victor de Vernassal                                     | Vernassal                       |                                                      | 45° 08′ 58″ nord, 3° 42′ 09″ est                     | « PA43000051 »                                       | Inscrit                                              | 2006                                                 | Image manquante Téléverser                                           |
| Chapelle des Pénitents d'Yssingeaux                                  | Yssingeaux                      |                                                      | 45° 08′ 38″ nord, 4° 07′ 32″ est                     | « PA00092920 »                                       | Inscrit                                              | 1937                                                 | Chapelle des Pénitents d'Yssingeaux                                  |